# Ibicoara
Ibicoara is een gemeente in de Braziliaanse deelstaat Bahia. De gemeente telt 16.940 inwoners (schatting 2009).